# Социјална помоћ (Аустрија)
Социјална помоћ у Аустрији је државно јамство минималног дохотка на најнижем нивоу. Она треба да омогући људима којима је потребна помоћ да воде достојанствен живот.
Свака од девет аустријских федералних држава регулише социјалну помоћ кроз свој закон о социјалној помоћи. Тако су се закони развили другачије и понекад имају значајне разлике. Најчешће се одобрава социјално-културни минимум . Од 1. септембра 2010. године, као заједничко достигнуће свих федералних држава, уведен је минимални доходак заснован на потребама као замена за социјалну помоћ. Ово ће бити реформисано Законом о принципу социјалног старања, чије се ступање на снагу очекује 1. априла 2019. године. 
Међутим, у Штајерској се покреће модел са два колосека.
Још увек постоје накнаде према смерницама за социјалну помоћ (између осталих, власницима црвено-бело-црвених картица плус ) и нови минимални доходак (грађани, грађани ЕЕА, тражиоци азила итд.).
Заједничко за свих девет државних закона су разлике у:
- Новчаном доприносу за осигурање животних потреба
- Помоћи у посебним животним ситуацијама (без законског права)
- Социјалним услугама (без законског права)

## Супсидијарност
Социјална помоћ се одобрава у складу са принципом супсидијарности, то јест, само ако се средства за живот не могу осигурати ни на основу личних или породичних давања нити на основу социјалног осигурања или других права на накнаде.
Већина незапослених, након накнаде за незапослене, има временски неограничено право на коришћење осигурања замишљеног као помоћ за ванредно стање (држава финансира). Накнада за незапосленост и помоћ за ванредно стање биће реформисане 2019. године. Социјална помоћ је стога суштински важна за особе које су трајно неспособне за рад или као припомоћ за породице и стога су од малог значаја у квантитативном смислу.

## Износ социјалне помоћи (минимални доходак) у појединим савезним државама
| све вредности у еврима                             | Беч    | Салцбург | Штајерска                 | Доња Аустрија | Горња Аустрија             | Бургенланд              | Ворарлберг                        | Корушка                    |
| -------------------------------------------------- | ------ | -------- | ------------------------- | ------------- | -------------------------- | ----------------------- | --------------------------------- | -------------------------- |
| Самац, самохрани родитељ, самохрани родитељ        | 837,76 | 844.46   | 844.46                    | 844.46        | 921,30                     | 845.00                  | 633,91                            | 844.46                     |
| Парови (по особи)                                  | 628.32 | 633,35   | 633,35                    | 633,35        | 649,10                     | 634.00                  | 473,58                            | 633,35                     |
| Одрасла деца која имају право на породични додатак | 418,88 |          | 422,23                    |               |                            | 254.00                  | 315,73                            | 422,23                     |
| Малолетна деца (по детету)                         | 226,20 | 177.34   | једно до троје деце 152   | 194.23        | једно до троје деце 212,00 | 162.00                  | једно до троје деце 184,01        | једно до троје деце 152,00 |
| Малолетна деца (по детету)                         |        |          | од четвртог детета 126,67 |               | од четвртог детета 184     |                         | од четворо до шесторо деце 126,60 | од четвртог детета 126,67  |
| Малолетна деца (по детету)                         |        |          |                           |               |                            | од седмог детета 101,30 |                                   |                            |